# منفث متمحور

التوجيه المحوري لزوايا انحراف مختلفة

رسم متحرك لحركة صاروخ أثناء تثبيت المنفث

مَنْفَث متمحوِر (بالإنجليزية: Gimbaled thrust أو Gimbaled nozzle)‏. هو نظام توجيه الدفع المستخدم في معظم الصواريخ، بما في ذلك برنامج مكوك الفضاء، والصواريخ القمرية ساتورن 5 وفالكون 9.

## عملية[2]
في نظام دفع محوري ، يمكن تدوير المحرك أو فوهة عادم الصاروخ فقط على محورين (الانعراج والانحدار) من جانب إلى آخر. أثناء تحريك الفوهة، يتم تغيير اتجاه الدفع بالنسبة لمركز جاذبية الصاروخ.
يوضح الرسم البياني ثلاث حالات. يُظهر الصاروخ الأوسط تكوين رحلة الخط المستقيم حيث يكون اتجاه الدفع على طول الخط المركزي للصاروخ ومن خلال مركز جاذبية الصاروخ. على الصاروخ على اليسار، انحرفت الفوهة إلى اليسار وتميل خط الدفع الآن إلى خط مركز الصاروخ بزاوية تسمى زاوية الانحراف. نظرًا لأن الدفع لم يعد يمر عبر مركز الجاذبية، يتم إنشاء عزم الدوران حول مركز الجاذبية ويتحول أنف الصاروخ إلى اليسار. إذا تم إرجاع الفوهة إلى الخلف على طول خط الوسط، فسيتحرك الصاروخ إلى اليسار. على الصاروخ على اليمين، انحرفت الفوهة إلى اليمين وتم نقل الأنف إلى اليمين.